# 팔랑가시

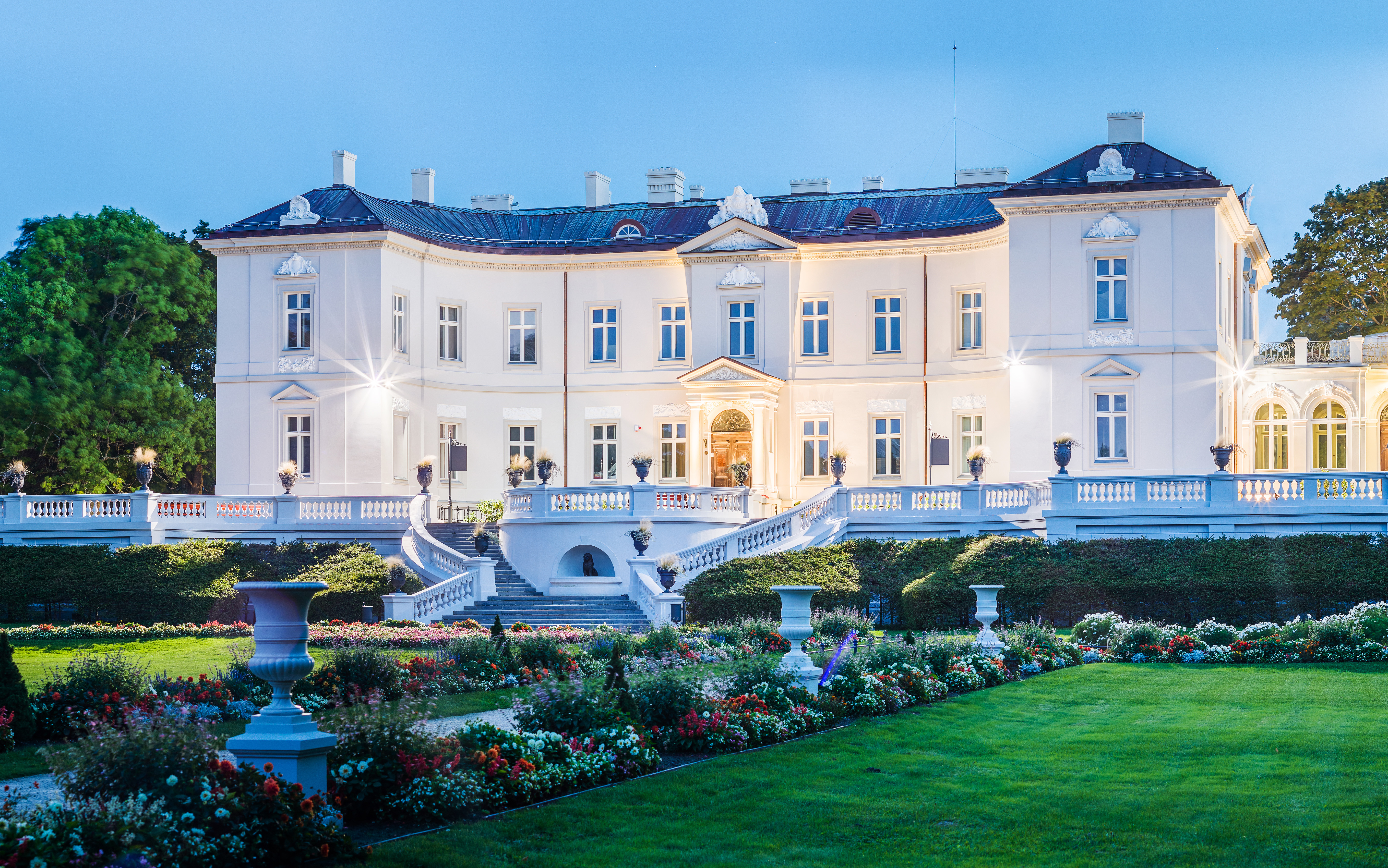
팔랑가에 위치한 티슈케비치궁

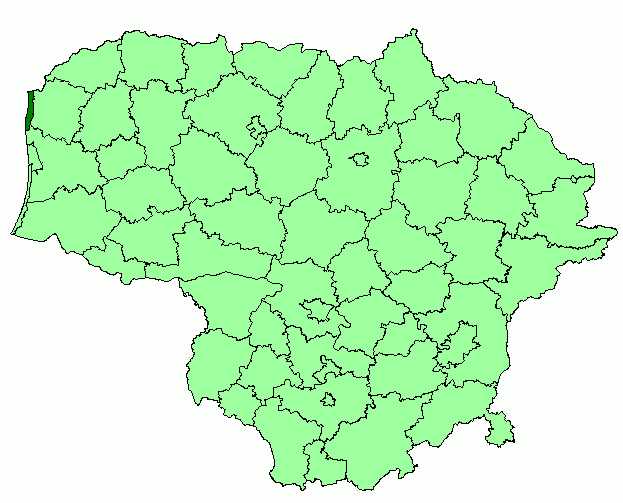
팔랑가시의 위치

팔랑가시(리투아니아어: Palangos miesto savivaldybė)는 리투아니아 클라이페다주를 구성하는 7개 지방 자치체 가운데 하나로 행정 중심지는 팔랑가이며 면적은 90km2, 인구는 2,879명(2015년 기준), 인구 밀도는 32.0명/km2이다. 1개 장로구를 관할하며 클라이페다주 크레팅가구, 클라이페다구와 접한다.

지방 자치체 문장